# Miroslav Žbirka
Miroslav Žbirka, becenevén Miro illetve Meky (Pozsony, 1952. október 21. – Prága, 2021. november 10.) szlovák énekes, gitáros és dalszerző.

## Pályafutása
A Modus és a Limit nevű zenekarok egyik alapító tagja. Első szólólemeze 1980-ban jelent meg Doktor sen címmel. 1982-ben elnyerte az Arany fülemüle díjat (Zlatý slavík), mely a legjobb csehszlovákiai férfi énekesnek jár, majd a villachi dalfesztivál győztese lett Love Song című dalával. 2012-ben Jon Andersonnal volt több közös fellépése. Szlovák, cseh és angol nyelven énekel. Az utóbbi években Prágában élt.

## Családja
Szlovák apa, Šimon Žbirka és angol anya, Ruth Gale gyermekeként született Pozsonyban. Szülei a második világháború során találkoztak egy londoni kocsmában, ahová édesapja betért egy italra. Házasságukból három fiúgyermek született: Jason, Tony és Miroslav.
Miro első feleségétől, Helgától egy lánya született, Denis. 1988-ban újraházasodott, második feleségétől, Kateřinától egy lánya, Linda és egy fia született, David.

## Diszkográfia
- Doktor Sen (1980)
- Doctor Dream (1981)
- Sezónne lásky (1982)
- Like a Hero (1982)
- Light of My Life (1982)
- Roky a dni (1983)
- A Giant Step (1983)
- Nemoderný chalan (1984)
- Dear Boy (1984)
- Chlapec z ulice (1986)
- Zlomky poznania (1988)
- Step by Step (1989)
- K.O. (1990)
- Songs for Children (1993)
- Samozrejmý svet (1994)
- Meky (1997)
- Songs for Boys & Girls (1999)
- Modrý album (2001)
- Dúhy (2005)
- Empatia (2009)

## Külső hivatkozások
- Honlapja